# Иванченко, Андрей Фёдорович
Андрей Фёдорович Иванченко (1904-1945) — старший лейтенант Рабоче-крестьянской Красной Армии, участник Великой Отечественной войны, Герой Советского Союза (1945).

## Биография
Андрей Иванченко родился 15 июля 1904 года в посёлке Кефаловка (ныне — город Долинская Кировоградской области Украины). В 1935 году он окончил сельскохозяйственный техникум, после чего работал директором школы механизации сельского хозяйства, затем агрономом в Краснопольской машинно-тракторной станции Саратовской области. В 1925—1927 годах проходил службу в Рабоче-крестьянской Красной Армии. В декабре 1942 года Иванченко повторно был призван в армию и направлен на фронт Великой Отечественной войны. В 1943 году он окончил Елабужское военно-политическое училище. К марту 1945 года старший лейтенант Андрей Иванченко командовал огневым взводом 843-го артиллерийского полка 299-й стрелковой дивизии 57-й армии 3-го Украинского фронта. Отличился во время освобождения Венгрии.
6 марта 1945 года взвод Иванченко попал в немецкое окружение в районе деревни Яко к западу от Капошвара. Иванченко организовал круговую оборону и несколько часов отражал ожесточённые атаки противника, уничтожив большое количество его вооружения и живой силы. В том бою он погиб. Похоронен в братской могиле в венгерском посёлке Кишкорпад.
Указом Президиума Верховного Совета СССР от 29 июня 1945 года старший лейтенант Андрей Иванченко посмертно был удостоен высокого звания Героя Советского Союза. Также был награждён орденами Ленина и Красной Звезды.